# Zlatna
Zlatna là một thị xã thuộc hạt Alba, România. Dân số thời điểm năm 2002 là 8607 người.